# Brooklyn Park, Minnesota
Brooklyn Park är en stad i Hennepin County, Minnesota, USA. År 2010 uppgick befolkningen till 75 781 invånare. Brooklyn Park är en nordvästlig förort till Minneapolis, och tillhör storstadsområdet Minneapolis-Saint Paul. Brooklyn Park ligger på västra sidan av Mississippifloden.
Brooklyn Park är hem till två golfbanor och omkring 8 km² parkmark. Det är även hem till tre colleges:  North Hennepin Community College, Hennepin Technical College och Rasmussen College.